# Liste der Stolpersteine in Allendorf (Eder)
In der Liste der Stolpersteine in Allendorf (Eder) werden die vorhandenen Gedenksteine aufgeführt, die im Rahmen des Projektes Stolpersteine des Künstlers Gunter Demnig bisher in Allendorf (Eder) verlegt worden sind. Alle Steine liegen im Ortsteil Bromskirchen.

## Verlegte Stolpersteine
| Adresse                  | Name               | Inschrift                                                                                             | Verlegedatum | Bild | Anmerkung                                |
| ------------------------ | ------------------ | --- | ------------ | ---- | ---------------------------------------- |
| Hauptstraße 9 (Standort) | Jakob Neheimer     | Hier wohnte Jakob Neheimer Jg. 1871 deportiert 1942 Theresienstadt ermordet 27.9.1942                 | 3. Mai 2016  |      | geboren am 23. Juli 1871 in Elspe        |
| Hauptstraße 9 (Standort) | Sophie Neheimer    | Hier wohnte Sophie Neheimer geb. Schönthal Jg. 1865 gedemütigt/entrechtet Flucht in den Tod 18.4.1941 | 3. Mai 2016  |      |                                          |
| Hauptstraße 9 (Standort) | Jeanette Schönthal | Hier wohnte Jeanette Schönthal Jg. 1867 deportiert 1942 Theresienstadt 1942 Treblinka ermordet        | 3. Mai 2016  |      | geboren am 17. Juni 1865 in Bromskirchen |
| Hauptstraße 9 (Standort) | Moritz Rosenbaum   | Hier wohnte Moritz Rosenbaum Jg. 1904 Flucht 1941 Bolivien                                            | 3. Mai 2016  |      |                                          |
| Hauptstraße 9 (Standort) | Hetti Rosenbaum    | Hier wohnte Hetti Rosenbaum geb. Neheimer Jg. 1905 Flucht 1941 Bolivien                               | 3. Mai 2016  |      |                                          |
| Hauptstraße 9 (Standort) | Agnes Neheimer     | Hier wohnte Agnes Neheimer Jg. 1903 verhaftet 1942 Mauthausen ermordet 1942                           | 3. Mai 2016  |      |                                          |